# Premi Sur al millor guió original
Els següents són els guanyadors del Premi Sur al millor guió original  des de la seva primera edició, en 2006: 

## Guanyadors i nominats
| Guionista                                                        | Pel·lícula                          | Resultat   |      |      |      |
| 2020                                                             | 2020                                | 2020       | 2020 | 2020 | 2020 |
| ---------------------------------------------------------------- | ----------------------------------- | ---------- | ---- | ---- | ---- |
| Sebastián Schindel i Pablo Del Teso                              | Crímenes de familia                 | Guanyadora |      |      |      |
| Juan Sasiaín i Ezequiel Tronconi                                 | El encanto                          | Nominats   |      |      |      |
| Cristina Tamagnini                                               | El maestro –                        | Nominats   |      |      |      |
| Diego Lerman i Ezequiel Radusky                                  | Planta permanente                   | Nominats   |      |      |      |
| 2019                                                             |                                     |            |      |      |      |
| Ana García Blaya                                                 | Las buenas intenciones              | Guanyadora |      |      |      |
| Ana Katz i Daniel Katz                                           | Sueño Florianópolis                 | Nominats   |      |      |      |
| Paula Hernández                                                  | Los sonámbulos                      | Nominada   |      |      |      |
| Mariano Cohn i Gastón Duprat                                     | 4x4                                 | Nominats   |      |      |      |
| 2018                                                             |                                     |            |      |      |      |
| Benjamín Naishtat                                                | Rojo                                | Guanyadora |      |      |      |
| Juan Vera i Daniel Cúparo                                        | El amor menos pensado               | Nominats   |      |      |      |
| Luis Ortega, Rodolfo Palacios i Seguio Olguin                    | El Ángel                            | Nominats   |      |      |      |
| Agustín Toscano                                                  | El motoarrebatador                  | Nominats   |      |      |      |
| 2017                                                             |                                     |            |      |      |      |
| Diego Lerman i María Meira                                       | Una especie de familia              | Guanyadora |      |      |      |
| Anahí Berneri i Javier Van De Couter                             | Alanis                              | Nominada   |      |      |      |
| Cecilia Atán i Valeria Pivato                                    | La novia del desierto               | Nominada   |      |      |      |
| Emiliano Torres i Marcelo Chaparro                               | El invierno                         | Nominada   |      |      |      |
| 2016                                                             |                                     |            |      |      |      |
| Andrés Duprat                                                    | El ciudadano ilustre                | Guanyadora |      |      |      |
| Esteban Garelli i Fernando Salem                                 | Cómo funcionan casi todas las cosas | Nominada   |      |      |      |
| Francisco Varone                                                 | Camino a La Paz                     | Nominada   |      |      |      |
| Ariel Rotter                                                     | La luz incidente                    | Nominada   |      |      |      |
| 2015                                                             |                                     |            |      |      |      |
| Diego Lerman i María Meira                                       | Refugiado                           | Guanyadora |      |      |      |
| Martín Rejtman                                                   | Dos disparos                        | Nominada   |      |      |      |
| Pablo Trapero                                                    | El Clan                             | Nominada   |      |      |      |
| Inés Bortagaray i Ana Katz                                       | Mi amiga del parque                 | Nominada   |      |      |      |
| 2014                                                             |                                     |            |      |      |      |
| Damián Szifron                                                   | Relatos salvajes                    | Guanyadora |      |      |      |
| Anahí Berneri i Javier Van de Couter                             | Aire libre                          | Nominada   |      |      |      |
| Pablo Fendrik                                                    | El ardor                            | Nominada   |      |      |      |
| Hernán Guerschuny                                                | El crítico                          | Nominada   |      |      |      |
| 2013                                                             |                                     |            |      |      |      |
| Juan Taratuto                                                    | La reconstrucción                   | Guanyadora |      |      |      |
| Adrián Garelik                                                   | Vino para robar                     | Nominada   |      |      |      |
| Marcos Carnevale                                                 | Corazón de León                     | Nominada   |      |      |      |
| Matías Piñeiro                                                   | Viola                               | Nominada   |      |      |      |
| 2012                                                             |                                     |            |      |      |      |
| Benjamín Ávila i Marcelo Müller                                  | Infancia clandestina                | Guanyadora |      |      |      |
| Alejandro Fadel, Martín Mauregui, Pablo Trapero i Santiago Mitre | Elefante blanco                     | Nominada   |      |      |      |
| Armando Bó Jr i Nicolás Giacobone                                | El último Elvis                     | Nominada   |      |      |      |
| Salvador Roselli i Pablo Giorgelli                               | Las acacias                         | Nominada   |      |      |      |
| Juan Vera i Daniel Cúparo                                        | Dos más dos                         | Nominada   |      |      |      |
| 2011                                                             |                                     |            |      |      |      |
| Santiago Mitre                                                   | El estudiante                       | Guanyadora |      |      |      |
| Sebastián Borensztein                                            | Un cuento chino                     | Nominada   |      |      |      |
| Ana Katz i Daniel Katz                                           | Los Marziano                        | Nominada   |      |      |      |
| Pablo Solarz                                                     | Juntos para siempre                 | Nominada   |      |      |      |
| Carlos Sorín                                                     | El gato desaparece                  | Nominada   |      |      |      |
| 2010                                                             |                                     |            |      |      |      |
| Andrés Duprat                                                    | El hombre de al lado                | Guanyadora |      |      |      |
| Anahí Berneri i Sergio Wolf                                      | Por tu culpa                        | Nominada   |      |      |      |
| Ana Cohan i Miguel Cohan                                         | Sin retorno                         | Nominada   |      |      |      |
| Alejandro Fadel, Martín Mauregui, Santiago Mitre i Pablo Trapero | Carancho                            | Nominada   |      |      |      |
| 2009                                                             |                                     |            |      |      |      |
| Mariano Llinás                                                   | Historias extraordinarias           | Guanyadora |      |      |      |
| Marcos Carnevale i Lily Ann Martin                               | Anita                               | Nominada   |      |      |      |
| Patricio Vega i Julieta Steinberg                                | Música en espera                    | Nominada   |      |      |      |
| 2008                                                             |                                     |            |      |      |      |
| Lucrecia Martel                                                  | La mujer sin cabeza                 | Guanyadora |      |      |      |
| Lucía Cedrón i Santiago Giralt                                   | Cordero de Dios                     | Nominada   |      |      |      |
| Daniel Burman                                                    | El nido vacío                       | Nominada   |      |      |      |
| Alejandro Fadel, Martín Mauregui, Santiago Mitre i Pablo Trapero | Leonera                             | Nominada   |      |      |      |
| 2007                                                             |                                     |            |      |      |      |
| Pablo Solarz                                                     | ¿Quién dice que es fácil?           | Guanyadora |      |      |      |
| Ariel Winograd                                                   | Cara de queso                       | Nominada   |      |      |      |
| Carolina Fal i Luis Ortega                                       | Monobloc                            | Nominada   |      |      |      |
| 2006                                                             |                                     |            |      |      |      |
| Daniel Burman                                                    | Derecho de familia                  | Guanyadora |      |      |      |
| Gastón Birabén                                                   | Cautiva                             | Nominada   |      |      |      |
| Santiago Loza                                                    | Cuatro mujeres descalzas            | Nominada   |      |      |      |